# 萨拉·贝里马克·埃尔夫格伦
萨拉·贝里马克·埃尔夫格伦（瑞典語：Sara Bergmark Elfgren，1980年3月13日—), 是瑞典作家。她早期担任电影和电视剧编剧。第一部小说《Cirkeln》是和马兹·斯特兰德贝里合作编写的，并于2011年发布。

## 作品
- Cirkeln (2011) 与马兹·斯特兰德贝里(Mats Strandberg)合著
- Eld (2012) 与马兹·斯特兰德贝里(Mats Strandberg)合著
- Nyckeln (2013) 与马兹·斯特兰德贝里(Mats Strandberg)合著